# نصار الربيعي
نصار الربيعي (بغداد - 1958) سياسي عراقي ووزير سابق، كما شغل منصب رئيس الهيئة السياسية للتيار الصدري

## كتبه
- كتاب: تكوين العقل الجدلي وعقده / مقدمة مشروع فلسفي في النفس: محصلة التعددية الفاعلية الجدلية في تفسير النمو النفسي والارتقاء العقلي للفرد والمجتمع والتاريخ، دار المحجة البيضاء، بيروت، ط1، 2002، ط2، 2007.
- كراس: إلى مجلس الحكم العراقي / العراق وحدة عقل وتباين فهم وتموضع فكر، العراق، مطبعة النبراس، آب/2003.
- كتاب: دور الهيمنة الأمريكية في العلاقات الدولية، الدار العربية للعلوم ناشرون، بيروت، 2013.
- كتاب: تكوين العقل الجدلي / نظرية في التكوين التاريخي للبنية العقلية كوعي ومعرفة: محصلة التعددية الفاعلية الجدلية في تفسير النمو النفسي والارتقاء العقلي للفرد والمجتمع والتاريخ، الدار العربية للعلوم ناشرون، بيروت، 2015.
- كتاب: خبراء السلطة في الولايات المتحدة الأمريكية / نظرية في دور خبراء السلطة في عملية صنع القرار السياسي الخارجي الأمريكي (كيسنجر وبريجينسكي انموذجاً)،

## نشأته والعائلة
ولد نصار الربيعي في بغداد، العراق 7 تشرين الأول 1958 اتمم دراسة الطب في مدينة الموصل عام 1984 متزوج ولديه أربعة اولاد.

## التحصيل العلمي
1- بكالوريوس طب وجراحة بيطرية / جامعة الموصل / 1984
2- بكالوريوس علوم سياسية / جامعة بغداد 2010
3- ماجستير علوم سياسية نالها بدرجة امتياز مع التوصية بطبعها / جامعة بغداد / كلية العلوم السياسية.
4- دكتوراه فلسفة في العلوم السياسية / الدراسات الدولية / جامعة بغداد.

## المناصب
شغل عدة مناصب وهي:
- عضو الجمعية الوطنية العراقية (أول جمعية تشريعية عراقية وفقاً لانتخابات 30 كانون الثاني / 2005).
- نائب رئيس لجنة الزراعة في الجمعية الوطنية.
- عضو لجنة كتابة الدستور العراقي (لجنة الـ 55) المنبثقة من الجمعية الوطنية.
- عضو مجلس النواب العراقي للدورة النيابية الأولى (انتخابات 2005).
- عضو لجنة العلاقات الخارجية في الدورة النيابية الأولى.
- رئيس كتلة الأحرار (الكتلة الصدرية سابقا) في مجلس النواب.
- عضو مجلس النواب العراقي في الدورة النيابية الثانية (انتخابات آذار 2010).
- وزير العمل والشؤون الاجتماعية من 21/12/2010 ولغاية 10/9/2014 .
- وزير التخطيط وكالة للمدة من 21/12/2010 ولغاية 5/4/2011.
- في مؤتمر وزراء العمل العربي للدورة (39)\انتخاب وزير العمل والشؤون الاجتماعية رئيسا لفريق أعمال الحكومات (لثلاث مرات لثلاث سنوات متتالية)
- اختيار عربي في دولة قطر لنصار الربيعي رئيسا للجنة العربية لتطوير منظمة العمل العربية في الاجتماع السنوي لمجلس ادراة منظمة العمل العربية للدورة 77 في ايار 2012 .
- رئيس اللجنة الوزارية العليا المشرفة على انتخابات النقابات والجمعيات والاتحادات المهنية.

## النشاطات الفكرية والثقافية
- مؤلف كتاب: تكوين العقل الجدلي وعقده / بيروت لبنان /الطبعة الأولى 2002 / دار المحجة البيضاء /الطبعة الثانية 2007.
- والكتاب هو مشروع فلسفي في النفس، محصلة التعددية الفاعلية الجدلية في تفسير النمو النفسي والارتقاء العقلي للفرد والمجتمع والتاريخ، ويقع الكتاب في (272) صفحة مع (23) صفحة ملخص باللغة الإنكليزية.
- صدر كراس عام 2003 / دار النبراس / النجف الاشرف بعنوان: إلى مجلس الحكم العراقي / العراق وحدة عقل وتباين منهم وتموضع فكر. ويتضمن عدة مواضيع منها:-
- صراع الحضارات لهنتغتون تحت معاول تكوين العقل الجدلي وعقده
- ملخص دراسة اقتصادية لمعالجة التضخم في العراق.
- تحت اليد مسودة كتاب: الاغتراب والعولمة دراسة جدلية في عقل الذات الاجتماعية كوعي ومعرفة.